# Hermannia comparabilis
Hermannia comparabilis är en kvalsterart som beskrevs av Wet 1993. Hermannia comparabilis ingår i släktet Hermannia och familjen Hermanniidae. Inga underarter finns listade i Catalogue of Life.